# George Maior (delegat)
George Maior (n. 1862, Cehu Silvaniei – d. secolul al XX-lea, Tămășești, județul Maramureș) a fost preot român unit, deputat în Marea Adunare Națională de la Alba Iulia, organismul legislativ reprezentativ al „tuturor românilor din Transilvania, Banat și Țara Ungurească”, cel care a adoptat hotărârea privind Unirea Transilvaniei cu România, la 1 decembrie 1918.

## Biografie
A absolvit Gimnaziul Piarist din Sighet în anul 1884, după care a urmat cursurile seminarului teologic din Gherla. Până la Unirea din 1918 a desfășurat mai ales o activitate de preot în Nadișul Român, apoi în satul Codru, iar din 1932, în satul Tămășești.